# Anthonie van der Heim
Anthonie van der Heim  (Den Haag, 29 november 1693 - 's-Hertogenbosch, 16 juli 1746) was raadpensionaris van Holland tussen 1737 en 1746. Van der Heim was de zoon van Anthonie Gerritsz van der Heim, raadsheer in de Hoge Raad en Catharina Heinsius, de zuster van raadpensionaris Anthonie Heinsius. Aangezien zijn instructie hem verbood iets aan de staatsinrichting te veranderen i.e. zich niet mocht inspannen om het stadhouderschap te herstellen, deed hij niets om prins Willem IV van Oranje-Nassau te helpen bij diens pogingen om tot generaal in het Staatse leger benoemd te worden. Zo'n promotie werd gezien als een eerste opstap naar het stadhouderschap.
Van der Heim trouwde op 25 mei 1721 met Catharina van der Waeyen, dochter van de Friese gedeputeerde in de Staten-Generaal, Jacob van der Waeyen en Herbertina de Witt. Zijn oom was raadpensionaris Anthonie Heinsius. Vanaf 1709 studeerde hij rechten in Leiden, waar hij in 1711 promoveerde. Op 28 december van dat jaar verdedigde hij zijn proefschrift Disputatio juridica inauguralis ad  Leg. 18C de transactionibus. 
In 1710 begon Van der Heim zijn carrière als secretaris van de Generaliteitsrekenkamer. In deze functie bleek zijn talent voor financiën. In 1727 volgde hij Simon van Slingelandt, die benoemd was tot raadpensionaris van Holland, op als thesaurier-generaal bij de Unie. Na het overlijden van Van Slingelandt in 1736 kwam Van der Heim met een aantal anderen in beeld voor het raadpensionarisambt. De pensionarissen van Haarlem en Dordrecht, Visscher (door de Franse gezant De Fénelon als pro Engels gekwalificeerd) en Teresteijn van Halewijn (geen steun in de eigen stad) vielen echter af. Na lang aandringen ging de 'neutrale' Van der Heim akkoord mits de instructie zou worden aangepast. Door de aan hem voorgelegde nieuwe instructie voelde hij zich te veel beknot. Van der Heim stelde nieuwe teksten voor, die voor een groot deel werden overgenomen. Uiteindelijk kwam men tot elkaar met een compromistekst en aanvaardde Van der Heim de functie.
Een belangrijke kwestie tijdens de ambtsperiode van raadpensionaris Van der Heim was het onvermogen van de regenten om de staatsfinanciën te hervormen en de fraude bij de belastinginning te verminderen. De invoering van een unieke en voor Europa zeer vooruitstrevende inkomstenbelasting tijdens de ambtsperiode van Van der Heim, namelijk de Personeele Quotisatie in Holland in 1742, moest financieel soelaas bieden. Model voor deze belasting stond het Familiegelt uit 1715. De Personeele Quotisatie bracht niet het gewenste resultaat. Ten gevolge van de tegenvallende opbrengsten en verzet werd deze belasting in 1749  al weer opgeheven.
Van der Heim is door tijdgenoten verschillend beschreven. Door sommigen als een besluiteloos en weinig krachtig figuur, maar voor anderen was hij 'de spil, om soo te spreken waarop het alles drayde' en 'de stuurman van het schip van staat'. De druk waaronder Van der Heim leefde ten gevolge van de grote tegenstellingen binnen de Republiek en tevens de politieke pressie, die door Frankrijk en Engeland op hem werden uitgeoefend en naarmate de Oostenrijkse Successieoorlog vorderde enkel maar toenam, begonnen langzamerhand zijn gezondheidstoestand te ondermijnen. Begin 1746 werden zijn hartklachten allengs ernstiger. Van der Heim kreeg toestemming van de Staten van Holland om in Spa te gaan kuren. Willem Buys zou hem gedurende zijn afwezigheid vervangen. Hij had die dag echter al een hartaanval gehad en totaal uitgeput overleed hij in 's-Hertogenbosch, onderweg naar Spa.
Hij woonde op het Lange Voorhout in Den Haag en bezat buitenplaats Delfvliet in Rijswijk. Zijn enige zoon was Jacob van der Heim, gedurende de patriottentijd burgemeester van Rotterdam en secretaris van de Admiraliteit van Rotterdam.

## Publicatie over Van der Heim
- Wim Dral: Tussen macht en onmacht. Een politieke biografie van Anthonie van der Heim (1693-1746). Hilversum, Verloren, 2016. ISBN 978-90-8704-597-5 
Online versie bij Universiteit Leiden